# مارلین (خواننده)
مارلین (به هلندی: Marlayne) (زاده ۱ ژوئیه ۱۹۷۱) خواننده هلندی است.
او در مسابقه آواز یوروویژن ۱۹۹۹ نماینده هلند بود.